# بازی‌های گرسنگی (مجموعه‌فیلم)
بازی‌های گرسنگی نام یک مجموعه فیلم چهارتایی بود که بر پایهٔ سه‌گانه بازی‌های گرسنگی اثر سوزان کالینز ساخته شد. این فیلم‌ها در قالب ژانرهای علمی–تخیلی ویران‌شهر و اکشن بودند. از بازیگران اصلی این سری فیلم جنیفر لارنس در نقش کتنیس اوردین، جاش هاچرسون در نقش پیتا ملارک، لیام همسورث در نقش گیل، وودی هارلسون در نقش هیمیچ، الیزابت بنکس در نقش اِفی، استنلی توچی در نقش سزار فیلکرمن، و دونالد ساترلند در نقش رئیس‌جمهور اسنو بودند. گری راس تنها اولین فیلم مجموعه را کارگردانی کرد و سه اثر بعدی توسط فرانسیس لارنس ساخته شدند.
سه فیلم نخست در باکس‌آفیس رکورد شکستند. بازی‌های گرسنگی (۲۰۱۲) رکورد روز افتتاحیه و بزرگترین افتتاحیه فیلم بدون دنباله در آخر هفته را شکاند. بازی‌های گرسنگی: اشتعال (۲۰۱۳) هم رکورد بزرگترین آخر هفته افتتاحیه را در ماه نوامبر شکست. بازی‌های گرسنگی: زاغ مقلد - بخش ۱ (۲۰۱۴) بزرگترین افتتاحیه روز و هفته را در سال ۲۰۱۴ داشت. این مجموعه فیلم، شامل بازی‌های گرسنگی: زاغ مقلد - بخش ۲ (۲۰۱۵), نظرات و نقدهای مثبتی از سوی منتقدین دریافت کردند و بازی جنیفر لارنس به عنوان نقش اصلی مورد تحسین واقع شد.
بازی‌های گرسنگی بیست و یکمین مجموعۀ سینمایی پرفروش در تمام اعصار است و در مجموع بیش از ۳ میلیارد دلار در سراسر جهان فروش داشته‌است.

## فیلم‌ها
| فیلم                                           | تاریخ انتشار   | کارگردان      | فیلمنامه‌نویس                    | اقتباس توسط                     | تهیه‌کننده                  | وضعیت    |
| ---------------------------------------------- | -------------- | ------------- | ------------------------------- | ------------------------------- | -------------------------- | -------- |
| بازی‌های گرسنگی                                 | ۲۳ مارس ۲۰۱۲   | گری راس       | گری راس، بیلی ری و سوزان کالینز | گری راس، بیلی ری و سوزان کالینز | جان کیلیک و نینا جاکوبسن   | منتشرشده |
| بازی‌های گرسنگی: اشتعال                         | ۲۲ نوامبر ۲۰۱۳ | فرانسیس لارنس | سایمن بوفوی و مایکل آرندت       | سایمن بوفوی و مایکل آرندت       | جان کیلیک و نینا جاکوبسن   | منتشرشده |
| بازی‌های گرسنگی: زاغ مقلد – بخش ۱               | ۲۱ نوامبر ۲۰۱۴ | فرانسیس لارنس | پیتر کریگ و دنی استرانگ         | سوزان کالینز                    | جان کیلیک و نینا جاکوبسن   | منتشرشده |
| بازی‌های گرسنگی: زاغ مقلد – بخش ۲               | ۲۰ نوامبر ۲۰۱۵ | فرانسیس لارنس | پیتر کریگ و دنی استرانگ         | سوزان کالینز                    | جان کیلیک و نینا جاکوبسن   | منتشرشده |
| بازی‌های گرسنگی: تصنیف پرندگان آوازخوان و مارها | ۱۷ نوامبر ۲۰۲۳ | فرانسیس لارنس | مایکل آرندت                     | سوزان کالینز                    | برد سیمپسن و نینا جیکوبسون | منتشرشده |

## بازیگران و شخصیت‌ها
| Character           | Films            | Films                  | Films                            | Films                            |
| Character           | بازی‌های گرسنگی   | بازی‌های گرسنگی: اشتعال | بازی‌های گرسنگی: زاغ مقلد - بخش ۱ | بازی‌های گرسنگی: زاغ مقلد - بخش ۲ |
| ------------------- | ---------------- | ---------------------- | -------------------------------- | -------------------------------- |
| کتنیس اوردین        | جنیفر لارنس      | جنیفر لارنس            | جنیفر لارنس                      | جنیفر لارنس                      |
| پیتا ملارک          | جاش هاچرسون      | جاش هاچرسون            | جاش هاچرسون                      | جاش هاچرسون                      |
| گِیل هاسورن          | لیام همسورث      | لیام همسورث            | لیام همسورث                      | لیام همسورث                      |
| هیمیج ابرناثی       | وودی هارلسون     | وودی هارلسون           | وودی هارلسون                     | وودی هارلسون                     |
| اِفی ترینکت          | الیزابت بنکس     | الیزابت بنکس           | الیزابت بنکس                     | الیزابت بنکس                     |
| رئیس‌جمهور اسنو      | دونالد ساترلند   | دونالد ساترلند         | دونالد ساترلند                   | دونالد ساترلند                   |
| سزار فیلکرمن        | استنلی توچی      | استنلی توچی            | استنلی توچی                      | استنلی توچی                      |
| پرایمرز اوردین      | ویلو شیلدز       | ویلو شیلدز             | ویلو شیلدز                       | ویلو شیلدز                       |
| خانم اوردین         | پائولا مالکومسان | پائولا مالکومسان       | پائولا مالکومسان                 | پائولا مالکومسان                 |
| سینا                | لنی کراویتز      | لنی کراویتز            |                                  |                                  |
| هیوانسبی            |                  | فیلیپ سیمور هافمن      | فیلیپ سیمور هافمن                | فیلیپ سیمور هافمن                |
| بیتی لاتیر          |                  | جفری رایت (هنرپیشه)    | جفری رایت (هنرپیشه)              | جفری رایت (هنرپیشه)              |
| فینیک اُدیر          |                  | سم کلفلین              | سم کلفلین                        | سم کلفلین                        |
| یوحانا میسون        |                  | جنا مالون              | جنا مالون                        | جنا مالون                        |
| آنا کریستا          |                  | استیف داوسون           | استیف داوسون                     | استیف داوسون                     |
| رئیس‌جمهور آلما کوین |                  |                        | جولیان مور                       | جولیان مور                       |
| باگز                |                  |                        | ماهرشالا علی                     | ماهرشالا علی                     |
| کرسیدا              |                  |                        | ناتالی دورمر                     | ناتالی دورمر                     |
| فرمانده پایلر       |                  |                        | پتینا میلر                       | پتینا میلر                       |

## عوامل
| نقش          | فیلم‌ها                       | فیلم‌ها                  | فیلم‌ها                           | فیلم‌ها                           |
| نقش          | بازی‌های گرسنگی               | بازی‌های گرسنگی: اشتعال  | بازی‌های گرسنگی: زاغ مقلد - بخش ۱ | بازی‌های گرسنگی: زاغ مقلد - بخش ۲ |
| ------------ | ---------------------------- | ----------------------- | -------------------------------- | -------------------------------- |
| کارگردان     | گری راس                      | فرانسیس لارنس           | فرانسیس لارنس                    | فرانسیس لارنس                    |
| تهیه کننده   | نینا جاکوبسن جان کیلیک       | نینا جاکوبسن جان کیلیک  | نینا جاکوبسن جان کیلیک           | نینا جاکوبسن جان کیلیک           |
| نویسنده      | سوزان کالینز گرس راس بیلی ری | سایمن بوفوی مایکل آرندت | دنی استرانگ پیتر کریگ            | دنی استرانگ پیتر کریگ            |
| آهنگساز      | جیمز نیوتن هاوارد            | جیمز نیوتن هاوارد       | جیمز نیوتن هاوارد                | جیمز نیوتن هاوارد                |
| سینماتوگرافر | تام استرن                    | جو ویلیامز              | جو ویلیامز                       | جو ویلیامز                       |
| ویراستار     | استیون میریون جولیت ولفلینگ  | آلان ادوارد بیل         | Alan Edward Bell Mark Yoshikawa  | Alan Edward Bell Mark Yoshikawa  |

## پذیرش

### باکس آفیس
| فیلم                             | تاریخ نشر      | سود ناخالص گیشه | سود ناخالص گیشه | سود ناخالص گیشه | رتبه در گیشه          | رتبه در گیشه  | بودجه تولید | منبع  |
| فیلم                             | تاریخ نشر      | آمریکای شمالی   | دیگر کشورها     | جهانی           | همه وقت آمریکای شمالی | همه وقت جهانی | بودجه تولید | منبع  |
| -------------------------------- | -------------- | --------------- | --------------- | --------------- | --------------------- | ------------- | ----------- | ----- |
| بازی‌های گرسنگی                   | ۲۳ مارس ۲۰۱۲   | $۴۰۸٬۰۱۰٬۶۹۲    | $۲۸۶٬۳۸۴٬۰۳۲    | $۶۹۴٬۳۹۴٬۷۲۴    | ۲۵                    | ۱۰۵           | $۷۸ میلیون  | [ ۲ ] |
| بازی‌های گرسنگی: اشتعال           | ۲۲ نوامبر ۲۰۱۳ | $۴۲۴٬۶۶۸٬۰۴۷    | $۴۴۰٬۳۴۳٬۶۹۹    | $۸۶۵٬۰۱۱٬۷۴۶    | ۱۸                    | ۵۹            | $۱۳۰ میلیون | [ ۳ ] |
| بازی‌های گرسنگی: زاغ مقلد - بخش ۱ | ۲۱ نوامبر ۲۰۱۴ | $۳۳۷٬۱۳۵٬۸۸۵    | $۴۱۸٬۲۲۰٬۸۲۶    | $۷۵۵٬۳۵۶٬۷۱۱    | ۴۸                    | ۸۶            | $۱۲۵ میلیون | [ ۴ ] |
| بازی‌های گرسنگی: زاغ مقلد - بخش ۲ | ۲۰ نوامبر ۲۰۱۵ | $۲۸۱٬۷۲۳٬۹۰۲    | $۳۷۱٬۷۰۴٬۳۵۹    | $۶۵۳٬۴۲۸٬۲۶۱    | ۸۸                    | ۱۱۷           | $۱۶۰ میلیون | [ ۵ ] |
|                                  |                | Total           | Total           | Total           | Total                 | Total         | Total       | [ ۶ ] |
| $۱,۴۵۱,۵۳۸,۵۲۶                   | $۱,۵۱۶,۶۵۲,۹۱۶ | $۲,۹۶۸,۱۹۱,۴۴۲  |                 |                 | ۴۹۳ میلیون دلار       |               |             | [ ۶ ] |

### نقدها
| فیلم                                  | راتن تومیتوز      | متاکریتیک       | سینماسکور |
| ------------------------------------- | ----------------- | --------------- | --------- |
| The Hunger Games                      | 84% (287 reviews) | 68 (49 reviews) | A         |
| The Hunger Games: Catching Fire       | 89% (267 reviews) | 76 (49 reviews) | A         |
| The Hunger Games: Mockingjay – Part 1 | 67% (269 reviews) | 64 (46 reviews) | A-        |
| The Hunger Games: Mockingjay – Part 2 | 70% (264 reviews) | 65 (44 reviews) | A-        |

## برای مطالعهٔ بیشتر
- Heldman, Caroline; Frankel, Laura Lazarus; Holmes, Jennifer (April–June 2016). ""Hot, black leather, whip" The (de)evolution of female protagonists in action cinema, 1960–2014". Sexualization, Media, and Society. انتشارات سیج. 2 (2): 8–10. doi:10.1177/2374623815627789.{{cite journal}}:  نگهداری CS1: پست اسکریپت (link) Pdf بایگانی‌شده  در ۲۰۱۶-۱۰-۲۵ توسط Wayback Machine.